# Teresa d'Entença

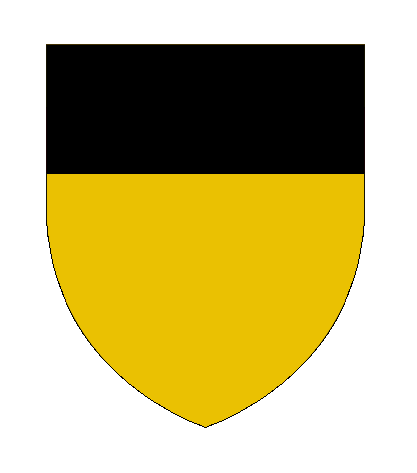
Escut d'armes de la casa d'Entença.

Teresa d'Entença (vers 1300 - Saragossa, 20 d'octubre de 1327) fou comtessa d'Urgell i vescomtessa d'Àger (1314-1327) i infanta d'Aragó, muller d'Alfons III el Benigne i mare de Pere III el Cerimoniós.

## Biografia
Teresa d'Entença, filla de Constança d'Antillón i de Gombau d'Entença, va heretar de la seva mare el comtat d'Urgell, el vescomtat d'Àger i la baronia d'Antillón, i del seu pare, la baronia d'Alcolea i la baronia d'Entença. El seu matrimoni amb l'infant Alfons, segon fill de Jaume II d'Aragó, formava part de l'acord pactat entre aquest i Ermengol X d'Urgell per a la cessió del comtat d'Urgell a la corona, pel preu de cent mil sous jaquesos.
La descripció que en fa Ramon Muntaner és prou eloqüent:
| « | E aquest senyor infant n'Anfós hac per muller una de les pus gentils dones d'Espanya qui filla de rei no fos, e la pus rica, ço és a saber, la filla del molt noble en Gombau d'Entença; e ab ella pres lo comtat d'Urgell e tota la baronia d'Antilló e tota la baronia de son pare, e aquestes baronies son gran cosa […] e fo de les pus sàvies dones del món que de la sua saviesa se poria fer un gran libre. | » |

Els primers tres anys de matrimoni Alfons i Teresa, aleshores comtes d'Urgell, visqueren a Balaguer on van néixer els seus primers dos fills; Alfons que morí amb un any i en Pere, el futur Pere III.
A partir de 1319, després que, per la renúncia al tron del seu germà, el seu marit esdevingué hereu al tron, la parella va assumir les noves tasques que li correspongueren. Teresa marxà amb Alfons a la Conquesta aragonesa de Sardenya, on l'acompanyà durant els setze mesos que durà aquesta tenint cura d'ell durant la seva malaltia. Les cartes que Teresa envià al rei Jaume durant la campanya de Sardenya mostren la seva intel·ligència i dots d'observació, que li valgueren la confiança d'aquest i també de la reina Elisenda de Montcada, qui donà suport fermament el fet que el seu fill Pere fos declarat hereu per davant de les pretensions al tron de l'infant Pere de Ribagorça.
Teresa d'Entença va ser mare de set fills, dels quals li sobrevisqueren únicament tres: Pere que seria el futur rei, Jaume, comte d'Urgell, i Constança que es casà amb Jaume III de Mallorca. Morí de sobrepart del seu darrer fill, Sanç, a Saragossa a l'octubre de 1327 i va ser soterrada al convent dels framenors de la mateixa ciutat, cinc dies abans que el seu espòs fos coronat rei d'Aragó com a Alfons IV d'Aragó «el Benigne».

## Matrimoni i descendents
- 1. Alfons el Benigne; 1314, 10 de novembre, Catedral de Lleida[3]
  - l'infant Alfons d'Aragó i d'Entença (1315-1317)
  - la infanta Constança d'Aragó i d'Entença (1318-1346), casada el 1325 amb el rei Jaume III de Mallorca
  - l'infant Pere d'Aragó i d'Entença (1319-1387), Rei d'Aragó i Comte de Barcelona
  - l'infant Jaume d'Aragó i d'Entença (1320-1347), Comte d'Urgell
  - l'infant Frederic d'Aragó i d'Entença (1325-?), mort molt jove.
  - la infanta Elisabet d'Aragó i d'Entença (1323-1327)
  - l'infant Sanç d'Aragó i d'Entença (1326-1327)